# Lyduvėnai híd
A Lyduvėnai vasúti híd (litvánul: Lyduvėnų tiltas) Litvánia leghosszabb és legmagasabb hídja, amely Lyduvėnai közelében található. A híd a Radviliškis–Pagėgiai-vasútvonal 50,7-es kilométerénél épült. A Dubysa folyót és annak völgyét íveli át.

## Története
A fából készült vasúti állványhidat 1916-ban német utászok építették. Ez volt Európa egyik legnagyobb fahídja. 1918-ban a megszálló német egységek egy acélhidat építettek. A hídon Otto von Bismarck német kancellár szobra állt.
A második világháború előtt, naponta 5–12 ezer utas utazott a Radviliškis–Pagėgiai-vasútvonalon, amely abban az időben soknak számított.
A hidat 1944-ben a visszavonuló német katonák felrobbantották, de szovjet mérnökök, német hadifoglyok segítségével építettek egy ideiglenes fahidat. 1951-ben a megszálló Szovjet Hadsereg  műszaki alakulatai elkezdtek egy új acél- és vasbetonhidat építeni. Az új hidat 1952. május 1-jén adták át.
A híd 2001–2005 között javítási munkálatokon esett át, amelyek során megerősítették, egyes elemeket átépítettek, létrákat szereltek fel az ellenőrzéshez és újrafestették. 2008. február 13-án, a Litván Köztársaság kormányának 155. számú rendelete a Lyduvėnai hidat műemlékké nyilvánította.

## Jellemzők
A Lyduvėnai vasúti híd fém gerendavázas kiépítésű vasúti híd. A híd nyolc vasbeton pillérrel és kilenc nyílással rendelkezik. Teljes hossza 599 m, szélessége 4,5 m, maximális magassága 42 m. A hídon a Radviliškis–Pagėgiai-vasútvonal egyetlen vonala megy át, amely viszont a Dubysa folyó völgye felett és a 3516. számú út felett megy át.

## Fordítás
- Ez a szócikk részben vagy egészben  a   Podul Lyduvėnai című román Wikipédia-szócikk ezen változatának fordításán alapul.  Az eredeti cikk szerkesztőit annak laptörténete sorolja fel. Ez a jelzés csupán a megfogalmazás eredetét és a szerzői jogokat jelzi, nem szolgál a cikkben szereplő információk forrásmegjelöléseként.